# Hexatoniek
In de muziek en muziektheorie is een hexatonische toonladder een ladder met zes tonen in een octaaf. De meest voorkomende hexatonische toonladder bestaat uit hele toonafstanden en wordt daarom wel de hele-toonstoonladder genoemd.
Minder bekende hexatonische ladders zijn de hypermajeurladders, die we onder andere aantreffen bij Béla Bartók en Olivier Messiaen. Deze zijn opgebouwd uit afwisselend kleine en overmatige secundes, bijvoorbeeld c des e f gis a (c).